# Ikarus 31
Der Ikarus 31 war ein Omnibus des ungarischen Busherstellers Ikarus. Der Ikarus 31 wurde von 1956 bis 1959, die Weiterentwicklung Ikarus 311 von 1957 bis 1973 produziert. Entwickelt wurde er aus dem 1948 vorgestellten Ikarus Tr 3,5, der als erster in Serie gebauter Bus mit selbsttragendem Aufbau im Ostblock gilt.
Als Antriebseinheit kam ein wassergekühlter 4-Zylinder-Wirbelkammer-Dieselmotor vom Typ D-413 von Csepel in Lizenz des österreichischen Herstellers Steyr mit einem Hubraum von 5322 cm³ zusammen mit einem manuell zu schaltenden, teilsynchronisierten Fünfganggetriebe zum Einsatz. Der Motor gab eine Leistung von 63 kW (85 PS) ab. Er war vorn angeordnet und trieb über eine zweiteilige Rohrkardanwelle mit drei Nadelrollengelenken die Hinterachse des Fahrzeuges an.
Mit dieser Antriebseinheit erreichte der Ikarus 31 die Höchstgeschwindigkeit von 75 km/h.
Der Ikarus 311 besaß den weiterentwickelten Motor vom Typ Csepel D-414 mit einem auf 5517 cm³ vergrößerten Hubraum. Die Leistung stieg auf 70 kW (95 PS) an, die Höchstgeschwindigkeit lag bei 78 km/h.
Das Fahrgestell war konventionell aufgebaut. Der Motor wie bei damaligen Lastkraftwagen vorn angeordnet. Auf die Bodengruppe wurde ein selbsttragender Busaufbau gesetzt, der als Frontlenker ausgeführt war. Am Fahrwerk kamen blattgefederte Starrachsen mit Teleskopstoßdämpfern zum Einsatz. Bei einem Leergewicht von 5,4 t betrug das zulässige Gesamtgewicht 8,7 t. Die hydraulisch-pneumatische Bremse wirkte auf alle Räder und wurde durch eine mechanische Feststellbremse ergänzt. Der Ikarus 311 hatte ein Leergewicht von 5,95 t, das zulässige Gesamtgewicht stieg auf 9,37 t an.
Der Fahrgastraum bot beim Ikarus 31 Platz für 24–36 Sitzplätze und 16 Stehplätze und beim Ikarus 311 für 20–35 Sitzplätze, neben dem Fahrerplatz war rechts vom Motor noch ein Sitz für einen Beifahrer. Im Laufe der langen Produktionszeit wurden verschiedene Aufbauvarianten mit unterschiedlicher Sitzplatzanzahl produziert. Einige Busse wurden als Reisebus gebaut und bekamen seitliche Dachfenster. Die Fahrgasttüren waren handbetätigte, nach außen aufschlagende Türen. Einige Fahrzeuge besaßen auch druckluftbetätigte Falttüren. Bedingt durch die Lage des Motors über der Vorderachse war die vordere Fahrgasttür hinter der Vorderachse angeordnet. Durch diese Anordnung war der Bus für den Einmannbetrieb im Stadtverkehr nur bedingt geeignet.
Die DDR importierte die Busse von 1956 bis 1973. Im September 1988 existierten in der DDR noch 156 Ikarus 31 und 198 Ikarus 311.
Für den Einsatz in Ländern mit Linksverkehr gab es vom Ikarus 311 auch eine Ausführung als Rechtslenker, die als Ikarus 321 bezeichnet wurde. Diese wurden damals u. a. im Sudan eingesetzt.